# Thaumalea confracta
Thaumalea confracta är en tvåvingeart som beskrevs av Arnaud och Boussy 1994. Thaumalea confracta ingår i släktet Thaumalea och familjen mätarmyggor.
Artens utbredningsområde är Oregon. Inga underarter finns listade i Catalogue of Life.